# Hilmansaari (ö i Norra Savolax)
Hilmansaari är en ö i Finland. Den ligger i sjön Kaavinjärvi och i kommunen Tuusniemi i den ekonomiska regionen  Nordöstra Savolax ekonomiska region  och landskapet Norra Savolax, i den centrala delen av landet, 400 km nordost om huvudstaden Helsingfors. Öns största längd är 60 meter i sydöst-nordvästlig riktning.